# Thomas Edward Lawrence

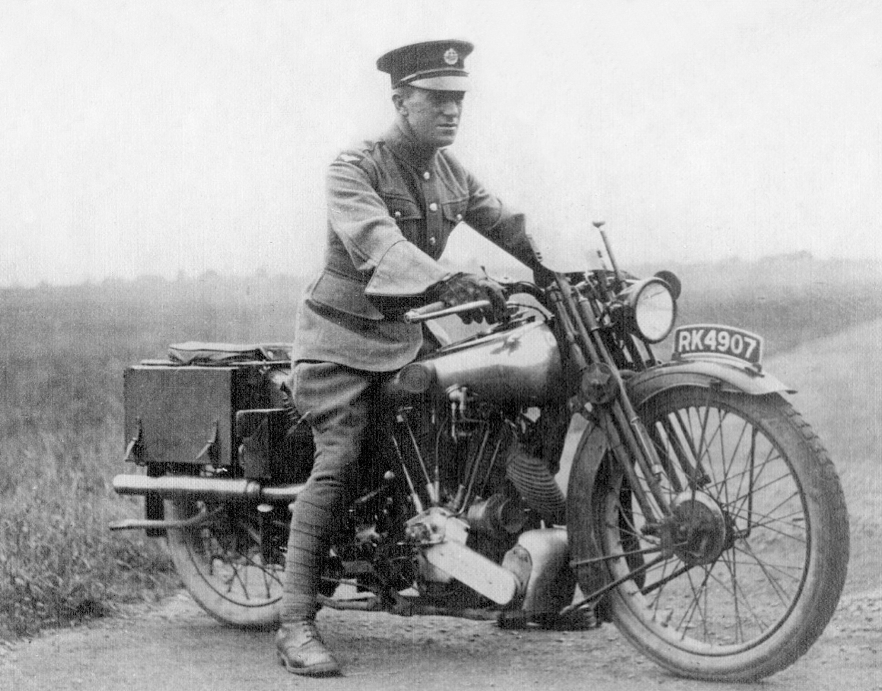
Lawrence of Arabia was een grote fan van Brough Superior-motorfietsen

Thomas Edward Lawrence (Tremadog (Wales), 16 augustus 1888 – Clouds Hill (Engeland), 19 mei 1935) was een Brits prozaschrijver, archeoloog en militair. Hij staat beter bekend als Lawrence of Arabia.

## Leven
Lawrence was een legendarische figuur uit de Eerste Wereldoorlog. Hij studeerde aan de Universiteit van Oxford. Vanuit zijn belangstelling voor de Middeleeuwen, de Kruistochten en de ridderromantiek vertrok Lawrence voor de eerste keer naar het Midden-Oosten in 1909 en leerde er Arabisch spreken. In 1914, bij het uitbreken van de oorlog, was hij werkzaam als archeoloog in Karkemish, in het zuiden van het huidige Turkije. Hij nam – net zoals vele andere Britten in die dagen – dienst in het leger. Hij werkte onder de archeologen Reginald Campbell Thompson en Leonard Woolley.
Hij werd officier bij de Britse inlichtingendienst in Egypte. Dankzij zijn kennis van de regio en de taal werd hij aangesteld als verbindingsofficier tussen het geallieerde leger en het toen nog losse stammenverband in het gebied van de Hidjaz (thans Saoedi-Arabië). De bedoeling was om de Duits-Ottomaanse alliantie onder druk te zetten door een nieuw front in het Midden-Oosten te openen, richting het Ottomaanse Rijk.
Het lukte hem Hoessein bin Ali, de sjarief van Mekka, over te halen om aan de Britse kant tegen de Ottomanen te vechten. Zo brak onder leiding van diens zoon emir Faisal en met Lawrence als adviseur de Arabische opstand uit. Lawrence werkte hiermee aan zijn persoonlijke aspiraties uit voor het oprichten van een pan-Arabische natie. Door zijn persoonlijkheid slaagde hij erin grote Britse financiële steun te verkrijgen en de onafhankelijkheidsgedachte, namelijk het losse verband van stammen om te vormen tot één doeltreffend guerrillaleger, ingang te doen vinden bij de Arabieren. Dit leger blies spoorlijnen op en verlamde het Ottomaanse leger, dat vele malen groter was.
In 1917 organiseerde Lawrence een gezamenlijke actie met de Arabieren onder leiding van Auda Abu Tayi (tot dan een aanhanger van de Ottomanen) tegen de strategisch gelegen haven van Akaba. Op 6 juli viel Akaba na een aanval van de Arabieren vanuit het binnenland.
Zijn operaties in de woestijn eindigden in 1918 met de verovering van Damascus. Hij keerde echter verbitterd terug naar Groot-Brittannië toen duidelijk werd dat de politieke kaarten anders gelegd zouden worden; er kwam geen onafhankelijkheid voor de Arabieren: Groot-Brittannië en Frankrijk verdeelden achteraf volgens het geheime Sykes-Picotverdrag toch onderling de voormalige Ottomaanse gebieden in het Midden-Oosten. Tijdens de vredesconferentie in Parijs werkte hij als adviseur van emir Faisal. In de periode 1921-1922 was hij nog enige tijd adviseur van Winston Churchill, de Britse minister van Koloniën. In die jaren reisde hij terug naar het Midden-Oosten om te bemiddelen bij het vormen van de verschillende mandaatgebieden.
Ondanks zijn bevordering tot de rang van kolonel nam hij in 1922 onder de naam John Hume Ross, in 1923 terugveranderd in T.E. Shaw, als gewoon soldaat weer dienst in het Britse leger, bij de toen recent opgerichte Royal Air Force (RAF). Maar er kwam té veel publiciteit toen uitkwam dat dé kolonel Lawrence gewoon soldaat was en hij moest de anonimiteit opzoeken bij het Royal Tank Corps. Na herhaalde persoonlijke verzoeken aan de legerleiding om overplaatsing naar de RAF werd dat verzoek uiteindelijk ingewilligd. Voor de RAF werkte hij nog enige jaren in wat nu Pakistan is. Maar vanwege nieuwe speculaties in de media over spionageactiviteiten aldaar, keerde hij terug naar Groot-Brittannië. In zijn laatste actieve jaren hield hij zich bezig met het onderzoek naar snelle reddingsboten, waarvan hij als geestelijk vader wordt beschouwd.
Lawrence stierf in 1935 op 46-jarige leeftijd, slechts enkele weken na zijn pensionering, na een ongeluk met zijn Brough Superior-motorfiets nabij zijn huis (Clouds Hill) in het Engelse Moreton (Dorset), waar ook zijn graf te bezichtigen is.
Lawrence werd een beroemdheid nadat de Amerikaanse journalist Lowell Thomas een film met beeldmateriaal ("With Allenby in Palestine and Lawrence in Arabia") over de Arabische opstand vertoonde in theaters in Groot-Brittannië en Amerika. In 1962 bracht de film Lawrence of Arabia van David Lean, met hoofdrollen voor Peter O'Toole en Omar Sharif, na het behalen van zeven Academy Awards (waaronder die voor Beste Film), Lawrence terug in de algemene publieke belangstelling.

## Houding ten opzichte van een joods thuisland
Ondanks zijn goede vriendschap met de Arabieren, vond Lawrence die met hen tegen de Turken vocht, het stichten van een joods thuisland in Palestina een uitstekende ontwikkeling. In 1920 schrijft hij in een artikel: Als de Joden terugkeren naar het land dat zij vroeger bewoonden, zullen zij alle wetenschappelijke en technische kennis van Europa meebrengen. Als de Joden succes hebben, zal het onvermijdelijke gevolg zijn dat de Arabieren met enige vertraging op hetzelfde niveau zullen komen. Dit kan grote gevolgen hebben voor de toekomst van de Arabische wereld. De technische kennis kan zo vooruit gaan dat men niet langer afhankelijk is van de Europese industrie. De regio kan dan een grote rol in de wereld gaan spelen.